# Zeliónaya Roshcha (Kushchóvskaya, Krasnodar)
Zeliónaya Roshcha (del ruso: Зелёная Роща) es un seló del raión de Kushchóvskaya del krai de Krasnodar, en Rusia. Está situado en las llanuras de Kubán-Priazov, junto al límite con el óblast de Rostov, a orillas del río Rososh, tributario por la derecha del Elbuzd, afluente del Kagalnik, 26 km al norte de Kushchóvskaya y 201 km al norte de Krasnodar, la capital del krai. Tenía 259 habitantes en 2010
Pertenece al municipio Razdolnenskoye.